# 皮奇縣 (喬治亞州)
皮奇縣（英語：Peach County，或譯桃縣）是美国喬治亞州中部的一個縣。面積392平方公里。根据美國2000年人口普查，共有人口23,668人，2005年人口為24,794人。縣治瓦利堡（Fort Valley）。該縣成立於1924年7月8日，是該州最近成立的縣，縣名以該州最有名的農作物桃子的英語Peach命名。